# فرنسيس ماثيو جون بيكر
فرنسيس ماثيو جون بيكر (بالإنجليزية: Frank Baker)‏ هو سياسي أسترالي، ولد في 1903 في بوندابيرج في أستراليا، وتوفي في 28 مارس 1939 في أستراليا بسبب حادث مرور. حزبياً، نشط في حزب العمال الأسترالي. وقد انتخب عضو مجلس النواب الأسترالي عن دائرة غريفيث ‏ (15 سبتمبر 1934 – 28 مارس 1939) وانتخب عضو مجلس النواب الأسترالي عن دائرة أوكسلي ‏ (19 ديسمبر 1931 – 15 سبتمبر 1934).